# الکومپارس
الکومپارس (عربی: الكومبارس) یک فیلم به کارگردانی نبیل مالح است که در سال ۱۹۹۳ منتشر شد. از بازیگران آن می‌توان به بسام کوسا اشاره کرد.